# Frank Seiden
 (mars 2024).
Si vous disposez d'ouvrages ou d'articles de référence ou si vous connaissez des sites web de qualité traitant du thème abordé ici, merci de compléter l'article en donnant les références utiles à sa vérifiabilité et en les liant à la section « Notes et références ».
Pour les articles homonymes, voir Seiden.
Frank Seiden était un chanteur comique Yiddish ayant vécu autour de 1900 aux États-Unis et en Russie.
On lui doit des cylindres et des disques chez Columbia Records, UHD&C Record Company, Berliner et Edison. Il commença à enregistrer en 1901 plus de 200 chants qui font partie maintenant des enregistrements juifs américains les plus rares (les plus anciens étant des Berliner de 1894, dont le chanteur est inconnu). Il se retira en 1909 pour tenir un bar dans la Bowery. Tous ses enregistrements sur disques Columbia étaient refaits sur cylindre.
Entre 1908 et 1910, Columbia Records a réédité tous ses cylindres des années 1902-1905.

## Enregistrements
-Schmendrikcxs Bezenens 

-Die Lustiger Ch'sidem 

-Min Hameizar Von Blimele 

-Tahne nit von Titus 

-Gedenk Gedenk 

-Nur ein Boy 

-Das Zifferblatt von Chochmes Nuschem 

-Eliesers Kinderlied von Akedas Izchok 

-Upgeklapte Hoischane 

-Mener Mener von Bais Duwed 

-Fantasi Lid fun Ben Hador 

-Chorben Kishineff 

-Das Depeschele mit Schofer blusen 

-A Kale Basezens 

-Lichajem 

-Vater Lied 

-Roschinkus Mit Mandleren  

-Welsusu von Achaschweirosch 

-Kabet es Owichu von Bais Duwed 

-Scholem Alejcheum 

-A Weib 

-Gott und Sein Mischpet Is Gerecht 

-Der Pussik 

-Schulamith 

-Kenig Lear 

-Teufels Lied 

-Hamavdel fun Ein Grober jung 

-Elend Bin Ich 

-Spanisch-Amerikaner Shlakht 

-Zions Techter 

-Adamoe Sechorany 

-Das Kriegele 

-Ein Gelechter 

-Das Beimale 

-Somer Bel Nacht Auf Die Dechter 

-Das Pekele 

-A Gute Crank 

-Das poilishe jungel 

-Bobkelech 

-Nem Dich Nit Unter 

## Liens
- Ressource relative à la musique :   - Discogs
- Notices d'autorité :   - LCCN
  - WorldCat
- Enregistrement de 1902 (Das Goldene Land = le pays doré) de Seiden sur UCSB
- Enregistrement de Frank Seiden, "Menner Menner Von Bais Duwed"
- Six chansons : taper "Seiden" dans le champ Artist et faire "Search"